# 東莒發電廠
東莒發電廠位於中華民國福建省連江縣莒光鄉東莒島上，該發電廠自東西莒島之間的海底電纜完成後，目前為停機備役狀態，由西莒發電廠代為管理，稱西莒發電廠東莒廠區，由台灣電力公司馬祖區營業處維護。

## 沿革

### 興建背景
連江縣莒光鄉在連江全縣島嶼中屬於較早夜間擁有燈泡照明的鄉鎮，於1950年代美國西方公司進駐莒光鄉，於西莒島設有駐紮地，就有小型柴油發電機供應夜間所需用電，但當時僅供美國人需要，其餘民間仍以煤油燈、蠟燭等為主。
1969年起，配合中央政府的離島供電政策，連江縣各鄉鎮，南竿、東引，及北竿等島與陸續完成供電，莒光鄉也開始有民間業者自行購買發電機受電給居民使用，每日供電時間為晚間六時至九時，惟電費高昂，非所有居民都能受益。
1974年3月1日經濟部參考金門縣金門電力公司成立之模式，將南竿志清發電廠、北竿軍魂發電廠，以及東引大我發電廠三廠合併，組成馬祖電力公司，並借調台灣電力公司兩位工程師擔任馬電公司總經理與總工程師。而這時的莒光鄉則仍由民間自行供電，馬電公司尚未進駐兩島新設發電廠。

### 電廠成立
1978年馬電公司開始規劃東西莒兩島新建發電廠計畫，因應當時的時局環境，首先東莒發電廠由馬電公司協請中華民國國軍斥資新臺幣1,887萬元開鑿地下坑道，並委託台電公司代為購買德國M.A.N公司製造的兩部288kW柴油發電機安裝在坑道內，1979年5月10日發電機組安裝完成，由德國原廠工程師前來驗收良好，同年6月東莒發電廠正式竣工發電，自此東莒島可全天候24小時供電。
爾後因應逐年增加之用電量，1979年4月25日馬電公司以「（78）馬電字第0311號函」委託陸軍莒光指揮部協助，於東莒發電廠新建發電廠房一棟，並購買兩部二手日本大發工業株式會社製造的500kW發電機兩部，並分別安裝在東莒與西莒發電廠各一部，同時進行東莒島全島改壓工程，將原本的低壓440V，提升至3,300V。
1992年4月17日再度因應用電成長，馬電公司從東引大我發電廠移撥一部288kW發電機組至東莒發電廠滿足夏季尖峰時段用電，1994年7月再度購買一部日本大發工業株式會社製造的600kW發電機於該年9月完成安裝開始發電，1996年再購買英國M.B公司製造的720kW發電機，於1997年8月完工商轉，並同時淘汰原1979年4月購買的二手發電機組。
1997年7月馬祖電力公司結束由台灣電力公司託管，正式併入台灣電力公司。台電公司成立馬祖區營業處，繼續負責連江縣各島嶼小型火力發電廠營運事宜。

### 停機備役
1990年代晚期，由於莒光鄉兩島的人口外移嚴重，用電量減少，加上台電公司考量東莒發電廠使用的發電機老舊，人力編制上負擔過重，因此開始研議由西莒島新建海底電纜至東莒島，再將東莒發電廠裁撤的計畫。2000年12月28日西莒到東莒的25kV海底電纜竣工送電。
2001年1月東莒發電廠正式停機關廠，單位裁撤，人員全部移編至西莒發電廠，僅保留一至兩位工作人員駐守東莒發電廠，以供當海底電纜發生中斷時，東莒發電廠緊急啟用時的人力，台電公司馬祖區營業處於西莒發電廠成立西莒服務所，兼辦東莒島配售電業務。
2008年10月8日東西莒海底電纜發生中斷事故，使東莒發電廠重新啟用，也讓東西莒島再度分離成各自獨立電網，台電公司馬祖區營業處於2011年6月22日委託包商重新佈放海底電纜，同時也進行東莒島全島電力系統由3.3kV電壓系統提升至與臺灣本島相同的11.4kV的改壓工程，2012年2月東西莒新海底電纜完工啟用，東莒發電廠再度停機備役，東西莒兩島恢復單一電網運轉模式至今。

## 歷任廠長
| 任別 | 姓名   | 任期 | 備註                                     |
| ---- | ------ | ---- | ---------------------------------------- |
| 1    | 羅鎮國 |      |                                          |
| 2    | 林順光 |      |                                          |
| 3    | 蔡良雄 |      |                                          |
| 4    | 陳金才 |      |                                          |
| 5    | 陳善旗 |      |                                          |
| 6    | 葉鴻生 |      |                                          |
| 7    | 劉康梯 |      | 末任，東莒發電廠裁撤，合併至西莒發電廠。 |

## 設備

### 發電機組
| 名稱   | 柴油機類型                 | 發電機類型                             | 機組數量 | 發電燃料 | 裝置容量（MW） | 商轉日期  | 狀態     |
| ------ | -------------------------- | -------------------------------------- | -------- | -------- | -------------- | --------- | -------- |
| 三號機 | 日本大發工業株式會社柴油機 | 日本大發工業株式會社製交流式同步發電機 | 1        | 超級柴油 | 0.6MW          | 1994年9月 | 停機備役 |
| 四號機 | 英格兰M.B公司製柴油機      | 英格兰M.B公司製交流式同步發電機        | 1        | 超級柴油 | 0.72MW         | 1997年8月 | 停機備役 |